# NGC 5825
NGC 5825 (NGC 5778) je eliptična galaktika u zviježđu Volaru. Naknadno je utvrđeno da je NGC 5778 ista galaktika.

## Vanjske poveznice
- (engl.) SEDS: NGC 5825
- (engl.) Hartmut Frommert: Revidirani Novi opći katalog
- (engl.) Izvangalaktička baza podataka NASA-e i IPAC-a
- (engl.) Astronomska baza podataka SIMBAD
- (engl.) VizieR
- DSS-ova slika NGC 5825  Arhivirana inačica izvorne stranice od 27. ožujka 2016. (Wayback Machine)
- (engl.) Auke Slotegraaf: NGC 5825 Deep Sky Observer's Companion
- (engl.) Courtney Seligman: Objekti Novog općeg kataloga: NGC 5800 - 5849